# NGC 3153
NGC 3153 é uma galáxia espiral (Sc) localizada na direcção da constelação de Leo. Possui uma declinação de +12° 40' 00" e uma ascensão recta de 10 horas, 12 minutos e 50,5 segundos.
A galáxia NGC 3153 foi descoberta em 19 de Março de 1784 por William Herschel.